# Tour della nazionale maschile di rugby a 15 dell'Inghilterra 2007
La nazionale inglese di Rugby Union, campione del mondo nel 2003, vive tra il 2004 e il 2007 anni molto travagliati.
Appare chiaro sin dal Sei Nazioni 2004 che non sarà facile ripetere i risultati del 2003. In particolare il Tour del 2004 dimostra gravi problemi che portano Clive Woodward a rassegnare le dimissioni a fine anno dopo i test autunnali. Gli succede Andy Robinson, già nello staff.
Però i risultati non migliorano (quarto posto nel Sei Nazioni 2005 e 2006) A Robinson viene affiancato come "tutore" Rob Andrew ma senza effetti e, a fine 2006, Robinson lascia la nazionale a Brian Ashton che si trova a dover risolvere il difficile rapporto tra federazione e nazionale da un lato e club dall'altra, relativamente all'uso dei giocatori.
Il miracolo riuscirà e Ashton guiderà la squadra sino al secondo posto nel mondiale 2007

## In Sudafrica
La squadra, affidata a Brian Asthon, prepara il mondiale recandosi in Sudafrica, dove subisce due pesanti sconfitte. Da segnalare che il Sudafrica sarà avversario dei britannici nel primo turno della Coppa del Mondo.
Nel primo test, a Bloenmfontein, Percy Montgomery (23 punti) guida al successo gli springboks capaci di seppellire sotto 7 mete (due di Bryan Habana) i britannici, per nulla rinvigoriti neppure dal ritorno di Jonny Wilkinson.
La musica non cambia neppure nel secondo test dove i britannici vengono sconfitti nuovamente da un grande Habana, autore di altre due mete.
| Bloemfontein 26 maggio 2007 | Sudafrica | 58 – 10 | Inghilterra |  |

| Pretoria 2 giugno 2007 | Sudafrica | 55 – 22 | Inghilterra |  |

## England Counties
A seguire, le "England Counties" si recano in Russia.
| Krasnoyasrk 7 giugno 2007 | Krasnojarsk XV | 19 – 27 | England Counties |  |

| Mosca 12 giugno 2007 | VVA-Podmoskovie | 35 – 15 | England Counties |  |

| Mosca 16 giugno 2007 | Russia | 21 – 23 | England Counties |  |